# À nous deux!
À nous deux! est une série télévisée québécoise en 52 épisodes de 45 minutes scénarisée par Suzanne Aubry et Louise Pelletier, diffusée du 3 janvier 1994 au 18 décembre 1995 à la Télévision de Radio-Canada.

## Fiche technique
- Scénario : Suzanne Aubry et Louise Pelletier
- Réalisation : Pierrette Villemaire, Maude Martin et Louis Plamondon
- Société de production : Société Radio-Canada

## Distribution
- Linda Roy : Simone Vaillancourt
- Raymond Legault : Philippe Bertrand
- Marie Charlebois : Martine Vaillancourt
- Harry Standjofski : Tom Cohen
- Daniel Brière : Claude Paquette
- Isabelle Miquelon : Françoise Jolicoeur
- Manuel Aranguiz : Federico Marquez
- Émilie Durand : Camille Bertrand
- Raymond Bouchard : Juge André Viens
- Pierre Collin : Guy Vaillancourt
- Marcel Leboeuf : Michel Dion
- Néfertari Bélizaire : Marguerite Lechêne
- Mirella Tomassini : Myriam
- Jean Deschênes : Lieutenant Robert Héroux
- Louison Danis : Juge Duguay
- Annick Bergeron : Me Valérie Coulombe
- Julien Larocque : Max Bélanger
- Robert Lalonde : Dr Jean-Luc Beaudry
- Sonia Vachon : Christiane Dandurand
- Louise Deslières : Hélène Proulx
- Luc Picard : Vincent Doré
- Paul Hébert : Victor Bertrand
- Marthe Turgeon : Yolande Bérubé
- Monique Chabot : Paule Gendron
- Gabriel Gascon : Dr Marek Singer
- Sylvie Léonard : Carole Jodoin
- Suzanne Garceau : Malvina
- Normand D'Amour : Pascal Rolland
- Patricia Perez : Lucia
- Marie-France Lambert : Marie-Claude Savoie
- Sharon Ibgui : Maïa Haddad
- Denis Bernard : Me Paul Harvey
- Jean-René Ouellet : Réjean Hamel
- Monique Spaziani : Louise
- Yvon Bilodeau : Jacques Trudel
- Renée Cossette : Diane Pothier
- Pauline Lapointe : Thérèse Bernier
- Véronique Le Flaguais : Solange Viens
- Stéphane Leclair : Philémon
- Albert Millaire : Gilles Saint-Pierre
- Alexis Martin : Alain Meaulnes
- Benoît Girard : Mgr Bégin
- Sylvie Ferlatte : Anne
- Daniel Gadouas : Prêtre
- Louise Laprade : Joëlle Poirier
- François Chénier : David
- Jean-François Blanchard : Jocelyn Légaré
- Thomas Graton : Illettré
- Marie-Christine Perreault : Lucie Bélanger
- Jean-Hervé Séguin : Gilles
- Georges Gerlache : Me Hébert
- Philippe Cousineau : Journaliste
- Guy Jodoin : Éric
- Muriel Dutil
- François Longpré : Raphaël Rossy